# World's Only Female Tribute to Iron Maiden
World's Only Female Tribute to Iron Maiden è l'album di debutto della tribute band heavy metal The Iron Maidens, pubblicato nel giugno 2005 dalla DRZ Records.

## Il disco
Contiene una selezione di tracce originariamente composte dagli Iron Maiden. L'album fu registrato tra il 2004 e la prima metà del 2005 dalla terza formazione del gruppo, composta dalle co-fondatrici Linda McDonald, Sara Marsh e Josephine Soegijanty, oltre che da Wanda Ortiz e Aja Kim. Soegijanty lasciò la band pochi mesi dopo la pubblicazione dell'album; Elizabeth Schall, sua sostituta, suonò nelle tracce live dell'edizione giapponese, sebbene nell'album stesso venga accreditata Soegijanty per quelle tracce. Schall lasciò la band due mesi prima della pubblicazione dell'album in Giappone.
La copertina dell'album è stata disegnata da Derek Riggs, già autore delle copertine di molti album degli Iron Maiden. La copertina raffigura Edwina T. Head, una versione femminile di Eddie (mascotte degli Iron Maiden) e allora mascotte ufficiale del gruppo. Le Maidens dichiararono scherzosamente in un'intervista che Edwina fu ispirata a Paris Hilton.
Il tastierista di supporto degli Iron Maiden, Michael Kenney, compare come guest nell'edizione giapponese dell'album.
L'edizione statunitense dell'album contiene 11 tracce, di cui una nascosta (una versione live di Remember Tomorrow), che comincia circa due minuti dopo la fine di Hallowed Be Thy Name. L'edizione giapponese (commercializzata il 6 dicembre 2006) contiene la stessa traccia ma non nascosta, oltre ad altre due tracce live: Seventh Son of a Seventh Son e Genghis Khan; quest'ultima contiene anche una parte di Where Eagles Dare.
Nel 2006 l'etichetta Liquor & Poker Records pubblicò la compilation di artisti vari Girls Got Rhythm!, nella quale venne inserita la versione delle Maidens di Run to the Hills.

## Tracce
Testi e musiche di Steve Harris, tranne dove indicato.
1. The Number of the Beast – 5:02
2. 2 Minutes to Midnight (Bruce Dickinson, Adrian Smith) – 6:09
3. Children of the Damned – 4:42
4. The Trooper – 4:12
5. Wasted Years (Smith) – 5:06
6. Killers (Paul Di'Anno, Harris) – 5:05
7. Aces High – 5:17
8. Phantom of the Opera – 7:17
9. Run to the Hills – 3:55
10. Hallowed Be Thy Name – 6:41
11. Remember Tomorrow (Live) (Di'Anno, Harris) (traccia nascosta) – 5:26

Bonus track nell'edizione giapponese
1. Seventh Son of a Seventh Son (Live) – 10:40
2. Genghis Khan (Live Rehearsal) – 4:14

## Formazione
- Aja Kim ("Bruce Lee Chickinson") – voce
- Sara Marsh ("Mini Murray") – chitarra; cori in The Number of the Beast
- Josephine Soegijanty ("Adrienne Smith") – chitarra
- Wanda Ortiz ("Steph Harris") – basso
- Linda McDonald ("Nikki McBurrain") – batteria

Altri musicisti
- Elizabeth Schall ("Adrianne Smith") – chitarra in Seventh Son of a Seventh Son (Live) e Genghis Khan (Live Rehearsal)
- Michael Kenney – tastiere in Seventh Son of a Seventh Son (Live)